# الملاحية البحرية
قرية الملاحية البحرية هي إحدى القرى التابعة لمركز ببا في محافظة بني سويف في جمهورية مصر العربية. حسب إحصاءات سنة 2006، بلغ إجمالي السكان في الملاحية البحرية 2969 نسمة، منهم 1497 رجل و1472 امرأة.